# Gollach
Die Gollach (im ostfränkischen Dialekt „Golch“) ist ein fast 34 Kilometer langer, nordöstlicher und rechter Nebenfluss der Tauber in Mittel- und Unterfranken. Sie durchfließt, vom Rand des Steigerwalds kommend, als zentrales Fließgewässer in einer weiten Talkerbe die fruchtbare ackerbaulich geprägte Landschaft Gollachgau von Ost nach West. Näher zum Vorfluter im relativ tief gelegenen Taubertal hin schneidet sich die Gollach stärker in die Landschaft ein und bildet ein markanteres Tal, das Gollachtal.

## Name
Der Fluss wird im Gaunamen Collogaoe im Jahr 807 erstmals urkundlich erwähnt. Die Endung -ach geht auf das althochdeutsche Wort -aha zurück und bedeutet 'Fließgewässer'. Das Bestimmungswort könnte mit dem mittelhochdeutschen Wort gülle für 'Lache, Pfütze, Sumpf' sprachlich verwandt sein.

## Geographie

### Verlauf
Die Gollach entspringt auf einer Höhe von 337,6 m ü. NHN im Bereich einer kaum sichtbaren Talwasserscheide zwischen Herbolzheim und Ulsenheim am südwestlichen Rand des Steigerwaldes.
Sie fließt in westlicher Richtung durch den flachwelligen, intensiv agrarisch genutzten Gollachgau vorbei an Ulsenheim (zu Markt Nordheim), der Kleinstadt Uffenheim und den Orten Gollachostheim (zu Gollhofen), Lipprichhausen (zu Hemmersheim) und Hemmersheim. Nach der Kleinstadt Aub biegt die Gollach in südwestliche Richtung ab und schneidet sich dabei tief in die Umgebung ein, wobei ihre Auen bei Waldmannshofen auf einigen Metern auch die Grenze zu Baden-Württemberg schneiden.
Schließlich mündet sie in Bieberehren auf 244 m von rechts in die Tauber.
Ihr etwa 33,7 km langer Lauf endet 92,6 Höhenmeter unterhalb ihrer Quelle, er hat somit ein mittleres Sohlgefälle von 2,8 ‰.

### Einzugsgebiet
Das Einzugsgebiet umfasst fast 165 Quadratkilometer. Im Norden grenzt es an die Entwässerungsgebiete kleinerer linker Zuflüsse des Mains, insbesondere des Thierbachs und des Breitbachs. Im Osten zieht die bedeutendere Aisch gegenläufig zur Regnitz und entwässert über diese dann ebenfalls zum Main. Im Süden konkurriert die kleinere Steinach, die wenig oberhalb der Gollach in die Tauber mündet.

### Zuflüsse
Liste größerer Zuflüsse Seen von der Quelle zur Mündung. Mit Gewässerlänge, Einzugsgebiet und Höhe. Andere Quellen für die Angaben sind vermerkt.
- Weidenbach, von links und Südosten auf etwa 329 m ü. NHN nordwestlich von Uffenheim-Uttenhofen, 3,1 km und 4,7 km²
- Heßbach oder Hessbach, von links und Südsüdosten auf etwa 323 m ü. NHN am Ostrand von Uffenheim, 4,5 km und 5,0 km²
- Hainbach, von links und Südwesten auf etwa 317 m ü. NHN am Nordrand von Uffenheim, 5,6 km mit der Abschnittsnamensfolge Kühwasengraben → Gießgraben → Hainbach → Heimbach/Metzgersgraben (beide fragwürdig)und 13,1 km²
- Asbach, von links und Süden auf etwa 306 m ü. NHN nordöstlich von Uffenheim-Brackenlohr, 6,2 km mit dem rechten Oberlauf Reisleinsbach und 11,2 km²
- Holzbach, von rechts und Osten auf etwa 298 m ü. NHN nach der Jörgleinsmühle von Gollhofen-Gollachostheim, 9,2 km mit der Abschnittsnamensfolge Gänswasengraben → Riederbach → Hammelstadelbach → Holzbach und 20,6 km²
- Aschenlohbach, von rechts und Norden auf etwa 297 m ü. NHN etwas vor und gegenüber von Gollachostheim, 2,2 km und 3,6 km²
- Mühlbach, von links und Südsüdwesten auf etwa 292 m ü. NHN gegenüber von Hemmersheim-Lipprichhausen, 8,1 km mit dem rechten Oberlauf Luchsengraben und 19,8 km²
- Leitenbach, von rechts und Norden auf etwa 291 m ü. NHN in Lipprichhausen, 4,1 km mit dem linken Oberlauf Seegrundgraben und 6,1 km²
- Gülchsheimer Graben, von rechts und Norden auf etwa 286 m ü. NHN unterhalb von Hemmersheim, 7,5 km mit der Abschnittsnamensfolge Seitenbach → Riedbach → Gülchsheimer Graben und 12,5 km². Unbeständig
- Riedergraben, von links und insgesamt Südsüdosten auf etwa 284 m ü. NHN zwischen Hemmingen und Aub an der Kreisgrenze, 4,4 km und 4,6 km²
- Stelzenbach, von rechts und Westen auf etwa 277 m ü. NHN an der Stelzenmühle unterhalb von Aub, 2,5 km und 6,4 km²
- Rendelbach, von links und Ostnordosten auf etwa 262 m ü. NHN gegenüber dem Sporn der Kunigundenkapelle von Aub-Burgerroth, 3,7 km. und 4,6 km²  Der überwiegende Teil von Lauf und Einzugsgebiet liegt in der Stadtteilgemarkung Waldmannshofen von Creglingen im baden-württembergischen Main-Tauber-Kreis.

### Flusssysteme
- Liste der Fließgewässer im Flusssystem Gollach
- Liste der Fließgewässer im Flusssystem Tauber

## Geologie und Morphologie
Die Gollach entspringt in den tonigen Schichten des Gipskeupers. Im Gollachgau schneidet sie den tonig-mergeligen Unterkeuper an. Bei Aub beginnt sie sich tief in die harten Kalksteine des Muschelkalks einzuschneiden. Die unterschiedlichen Gesteinseigenschaften spiegeln sich deutlich in der Talform wider. Im Bereich von Uffenheim wölbt sich das Schichtpaket etwas (Uffenheimer Sattel). Da lokal Gesteine des Muschelkalks angeschnitten werden, ist das Tal hier ebenfalls kurzzeitig deutlicher ausgeprägt.

## Flora und Fauna
Die Gollach ist wieder ein sauberes Fließgewässer geworden. Über 20 Fischarten haben hier ihren Lebensraum. Dazu gehören unter anderem die Karausche und der Hecht. Der Fluss bietet für viele Fischarten Lebensraum, da er an vielen Stellen unbegradigt und wenig durch die Landwirtschaft belastet ist.

## Geschichte
Bereits in karolingischer Zeit (9./10. Jahrhundert) gab die Gollach einem fränkischen Gau den Namen, dem Gollachgau mit dem „Königshof“ Gollhofen als vermutetem Zentrum. Ob der Begriff als Landschaftsname weiter verwendet wurde oder erst im 18./19. Jahrhundert wieder „neu entdeckt“ wurde, ist unklar und müsste untersucht werden. Jedenfalls spricht man seit dem 19. Jahrhundert (wieder) vom Gollachgau. Sein Mittelpunkt ist die ehemalige markgräfliche Stadt Uffenheim, bis 1972 Sitz eines bayerischen Landkreises.

### Gewässerverzeichnis Bayern („GV“)
1. 1 2  Länge nach: Verzeichnis der Bach- und Flussgebiete in Bayern – Flussgebiet Main, Seite 127 des Bayerischen Landesamtes für Umwelt, Stand 2016 (PDF; 3,3 MB) (Mit Folgeseite. Seitenzahlen können sich ändern.)
2. 1 2  Einzugsgebiet nach: Verzeichnis der Bach- und Flussgebiete in Bayern – Flussgebiet Main, Seite 127 des Bayerischen Landesamtes für Umwelt, Stand 2016 (PDF; 3,3 MB) (Mit Folgeseite. Seitenzahlen können sich ändern.)

### Andere
1. ↑  Wolf-Dieter Sick: Geographische Landesaufnahme: Die naturräumlichen Einheiten auf Blatt 162 Rothenburg o. d. Tauber. Bundesanstalt für Landeskunde, Bad Godesberg 1962. → Online-Karte (PDF; 4,7 MB)
2. ↑  Höhe abgefragt (mit Rechtsklick) auf: BayernAtlas der Bayerischen Staatsregierung (Hinweise)
3. ↑  Bayerischer Hochwassernachrichtendienst (Stand: 6. September 2011)
4. ↑  Albrecht Greule: Deutsches Gewässernamenbuch. Walter de Gruyter, Berlin / Boston 2014, ISBN 978-3-11-057891-1, S. 184, „Gollach“ (Auszug in der Google-Buchsuche).
5. ↑  Höhe abgefragt (mit Rechtsklick) auf: BayernAtlas der Bayerischen Staatsregierung (Hinweise)
6. ↑  Bayerisches Geologisches Landesamt (Hrsg.), 1996: Geologische Karte von Bayern 1:500.000. 4. neubearb. Aufl., München.
7. ↑  Bayerisches Geologisches Landesamt (Hrsg.), 1976: Geologische Karte von Bayern 1:25.000 Blatt Nr. 6327/6427, Markt Einersheim / Uffenheim, Erläuterungen. Von Hellmut Haunschild.
8. ↑  Kunigundenkapelle | Umweltfreunde Würzburg - Ochsenfurt. Abgerufen am 30. Dezember 2019.
9. ↑  Elisabeth Fuchshuber: Historisches Ortsnamenbuch von Bayern, Band Uffenheim, München 1982.